# باب عسه (استان تلمسان)
باب عسه (استان تلمسان) (به عربی: باب‌العسة) یک شهرداری در الجزایر است که در استان تلمسان واقع شده‌است.